# Jim Walton
Jim Carr Walton (Newport, 5 luglio 1948) è un imprenditore statunitense, erede della fortuna di Walmart, la più grande catena di supermercati creata dal padre Sam Walton. Oltre ad essere proprietario di una quota dell'azienda di famiglia, è anche una figura importante all'interno della Arvest Bank.
A causa di questa doppia occupazione Forbes stima che egli sia il secondo più ricco degli altri eredi di Sam Walton, stimando il suo patrimonio nel dicembre 2024 in circa 109.5 miliardi di dollari contro i 110.8 del fratello maggiore Rob Walton. Secondo il Bloomberg Billionaires Index, nel 2025 Walton è la quattordicesima persona più ricca del mondo.

## Biografia
Jim Walton è nato a Newport, nella contea di Jackson, in Arkansas, terzo figlio del co-fondatore di Walmart Sam Walton (1918–1992) e Helen Walton (1919–2007); i suoi fratelli: Rob Walton, Alice Walton e John Walton (1946 – 2005). Dopo essersi diplomato alla Bentonville High School nel 1965, ha giocato a calcio e ha anche imparato a pilotare un aereo, Walton ha conseguito una laurea in Economia aziendale in Marketing dall'Università dell'Arkansas a Fayetteville nel 1971. Nel 1972 è entrato a far parte di Walmart ed è stato coinvolto nelle sue attività immobiliari. Dopo quattro anni, nel 1975 si è trasferito alla Walton Enterprises di proprietà della famiglia come presidente. 

## Vita privata
È sposato con Lynne McNabb Walton e ha 3 figli: Alice Anne Walton, Thomas Layton Walton e Stewart Lawrence Walton. La famiglia vive a Bentonville in Arkansas.